# Luetheïta
La luetheïta és un mineral de la classe dels fosfats. Rep el nom en honor de Ronald D. Luethe (1944–), geòleg de la Phelps Dodge Corporation, a Douglas, Arizona (EUA), qui va trobar el primer material.

## Característiques
La luetheïta és un arsenat de fórmula química Cu₂Al₂(AsO₄)₂(OH)₄. Va ser aprovada com a espècie vàlida per l'Associació Mineralògica Internacional l'any 1976. Cristal·litza en el sistema monoclínic. La seva duresa a l'escala de Mohs és 3. Forma una sèrie de solució sòlida amb la chenevixita, de la qual és el seu anàleg d'alumini.
Segons la classificació de Nickel-Strunz, la luetheïta pertany a «08.DD - Fosfats, etc, només amb cations de mida mitjana, (OH, etc.):RO₄ = 2:1» juntament amb els següents minerals: chenevixita, acrocordita, guanacoïta, aheylita, calcosiderita, faustita, planerita, turquesa, afmita, childrenita, eosforita i ernstita.

## Formació i jaciments
Va ser descoberta a l'àrea de la mina Humboldt, al districte miner de Harshaw, dins el comtat de Santa Cruz (Arizona, Estats Units). També ha estat descrita en altres indrets d'Arizona i Nevada, així com a Xile i Austràlia.